# Trei culori
Trei culori (Três cores em romeno) foi o hino nacional da Romênia de 1977 até a Revolução romena de 1989 quando foi substituído pelo hino atual Deşteaptă-te, române!.
O hino foi baseado em uma canção patriótica de mesmo nome e música (compostos por Ciprian Porumbescu), mas com o texto modificado.
O hino se refere ao pavilhão romeno, uma bandeira tricolor proporcionalmente dividida entre as cores vermelho, amarelo e azul. Ao longo da história, as cores permaneceram as mesmas, tendo sido alteradas apenas sua posição e proporção. A tricolor atual foi inspirada pela tricolor francesa durante as Revoluções de 1848, assim como aconteceu com outros países europeus.

## Canção patriótica (Cântecul patriotic)
Trei culori cunosc pe lume
Ce le ştiu ca sfânt odor,
Sunt culori de-un vechi renume
Amintind de-un brav popor.
Cât pe cer şi cât pe lume,
Vor fi aste trei culori,
Vom avea un falnic nume,
Şi un falnic viitor.
Roşu-i focul vitejiei,
Jertfele ce-n veci nu pier
Galben, aurul câmpiei,
Şi-albastru-al nostru cer.
Multe secole luptară
Bravi şi ne-nfricaţi eroi
Liberi să trăim în ţară
Ziditori ai lumii noi.

### Tradução para o português
Conheço três cores no mundo
Que guardo como uma jóia sagrada,
São cores com uma fama antiga
Que fazem lembrar de um povo corajoso.
Enquanto existir o céu e o mundo,
Existirão estas três cores,
Temos um nome glorioso,
E um glorioso futuro.
O vermelho-vivo da bravura,
Sacrifícios que não serão em vão
O amarelo dos campos dourados,
E o azul do nosso céu.
Por muitos séculos lutaram
Bravos e destemidos heróis
Para que vivêssemos livres em nosso país
Criadores de um mundo novo.

## Hino Nacional da República Socialista da Romênia (Imnul naţional al Republicii Socialiste România)
Trei culori cunosc pe lume,
Amintind de-un brav popor,
Ce-i viteaz, cu vechi renume,
În luptă triumfător.
Multe secole luptară
Străbunii noştri eroi,
Să trăim stăpîni în ţară,
Ziditori ai lumii noi.
Roşu, galben şi albastru
Este-al nostru tricolor.
Se înalţă ca un astru
Gloriosul meu popor.
Suntem un popor în lume
Strîns unit şi muncitor,
Liber, cu un nou renume
Şi un ţel cutezător.
Azi partidul ne uneşte
Şi pe plaiul românesc
Socialismul se clădeşte,
Prin elan muncitoresc.
Pentru-a patriei onoare,
Vrăjmaşii-n luptă-i zdrobim.
Cu alte neamuri sub soare,
Demn, în pace, să trăim.
Iar tu, Românie mîndră,
Tot mereu să dăinuieşti
Şi în comunista eră
Ca o stea să străluceşti.

### Tradução para o português
Conheço três cores no mundo,
Que fazem lembrar de um povo corajoso,
Desde tempos antigos, com antigo renome,
Na batalha, triunfante.
Por muitos séculos lutaram
Nossos heróicos ancestrais,
Para viver como senhores nesta terra,
Criadores de um mundo novo.
Vermelho, amarelo e azul
É a nossa tricolor.
Ergue-se como um astro
A glória do meu povo.
Somos um povo no mundo
Muito unido e trabalhador,
Livres, com um novo renome
E uma meta audaciosa.
Agora o partido nos une
E pelo solo romeno
Constrói-se o socialismo,
Com minucioso labor.
Para a pátria honrar,
Esmagamos os inimigos na luta.
Para com outras nações, sob o sol,
Viver em paz e com dignidade.
Mas tu, esplêndida Romênia,
Seja para sempre iluminada
E na era comunista
Como uma estrela brilhará.